# Wilner Nazaire
Wilner Nazaire   (Port-au-Prince, 30 de març de 1950) fou un futbolista haitià de la dècada de 1970.
Fou 13 cops internacional amb la selecció d'Haití amb la qual participà en la Copa del Món de futbol de 1974.
Pel que fa a clubs, destacà a US Valenciennes Anzin.